# Berliner-Joyce F2J
Berliner-Joyce XF2J là một loại máy bay tiêm kích hai tầng cánh của Hoa Kỳ, nó được trang bị cho Hải quân Hoa Kỳ.

## Tính năng kỹ chiến thuật (XF2J-1)
Dữ liệu lấy từ Forgotten Fighters/1
Đặc tính tổng quát
- Kíp lái: 2
- Chiều dài: 28 ft 10 in (8,79 m)
- Sải cánh trên: 36 ft 0 in (10,97 m)
- Diện tích cánh: 303,5 foot vuông (28,20 m2)
- Trọng lượng rỗng: 3.210 lb (1.456 kg)
- Trọng lượng có tải: 4.539 lb (2.059 kg)
- Trọng lượng cất cánh tối đa: 4.539 lb (2.059 kg)
- Động cơ: 1 × Wright SR-1510 Whirlwind , 600 hp (450 kW)

Hiệu suất bay
- Vận tốc cực đại: 170 kn; 315 km/h (196 mph)

Vũ khí trang bị

- Súng: 2 súng máy.30 caliber